# سلطان‌نشین کداح
سلطان‌نشین کداح (کسلطانن قدح‎) یک دودمان مسلمان است که در شبه‌جزیره مالایی قرار دارد. این سلطان‌نشین در ابتدا به صورت یک دولت مستقل بود ولی در سال ۱۹۰۹ به تحت‌الحمایه بریتانیا تبدیل گشت. بعد از اینکه به اتحادیه مالایا الحاق گردید سلطنت منسوخ گردید ولی بعد از اینکه اتحادیه مالایا به فدراسیون مالایا تبدیل گردید و این سلطان‌نشین به عنوان عضوی از این فدراسیون قرار گرفت، سلطان‌نشین کداح دوباره احیاء شد.
اطلاعات مربوط به ایجاد این سلطان‌نشین و تاریخچه قبل و بعد از تشکیل آن، در سالنامه کداح آمده‌است.

## فهرست حاکمان
دوران اسلامی
منبعی که از آن برای درج فهرست سلطان‌های کداح استفاده گردیده، یک شجره نامه رسمی و موثق دربارهٔ سلطان کداح است. هر چند برخلاف دوازده نفر ابتدایی که در اینجا از آنها نام برده شده‌است با فهرستی که در سالنامه کداح درج گریده، تناقضاتی وجود دارد، به خاطر اینکه در آن فهرست تنها از پنج سلطانی که تازه به دین اسلام تغییر کیش داده بودند، مظفر شاه تا سلیمان شاه که توسط آچه اسیر و زندانی گردید، نامبرده شده‌است. بقیه اسامی سلاطین درج شده، به غیر از چند تغییر جزیی که مربوط به بروزرسانی‌های قرن‌های ۲۰ و ۲۱ است، در حد زیادی همان اسامی ذکر شده در سالنامه کداح است.
| شماره | سلطان                                     | دوران حکمرانی |
| ----- | ----------------------------------------- | ------------- |
| ۱     | مظفر شاه یکم                              | ۱۱۳۶–۱۱۷۹     |
| ۲     | معظم شاه                                  | ۱۱۷۹–۱۲۰۲     |
| ۳     | محمد شاه                                  | ۱۲۰۲–۱۲۳۷     |
| ۴     | مزعل شاه (Muzzil Shah)                    | ۱۲۳۷–۱۲۸۰     |
| ۵     | محمود شاه یکم                             | ۱۲۸۰–۱۳۲۱     |
| ۶     | ابراهیم شاه                               | ۱۳۲۱–۱۳۷۳     |
| ۷     | سلیمان شاه یکم                            | ۱۳۷۳–۱۴۲۳     |
| ۸     | عطاءالله محمد شاه یکم                     | ۱۴۲۳–۱۴۷۳     |
| ۹     | محمد جیوا زین‌العادلین یکم                 | ۱۴۷۳–۱۵۰۶     |
| ۱۰    | محمود شاه دوم                             | ۱۵۰۶–۱۵۴۷     |
| ۱۱    | مظفر شاه سوم                              | ۱۵۴۷–۱۶۰۲     |
| ۱۲    | سلیمان شاه دوم                            | ۱۶۰۲–۱۶۲۶     |
| ۱۳    | رجال‌الدین محمد شاه                        | ۱۶۲۶–۱۶۵۲     |
| ۱۴    | محی‌الدین منصور شاه                        | ۱۶۵۲–۱۶۶۲     |
| ۱۵    | ضیاءالدین مکرم شاه یکم                    | ۱۶۶۲–۱۶۸۸     |
| ۱۶    | عطاءالله محمد شاه دوم                     | ۱۶۸۸–۱۶۹۸     |
| ۱۷    | عبدالله معظم شاه                          | ۱۶۹۸–۱۷۰۶     |
| ۱۸    | احمد تاج‌الدین حلیم شاه یکم                | ۱۷۰۶–۱۷۱۰     |
| ۱۹    | محمد جیوا زین‌العادلین دوم                 | ۱۷۱۰–۱۷۷۸     |
| ۲۰    | عبدالله مکرم شاه                          | ۱۷۷۸–۱۷۹۷     |
| ۲۱    | ضیاءالدین مکرم شاه دوم                    | ۱۷۹۷–۱۸۰۳     |
| ۲۲    | احمد تاج‌الدین حلیم شاه دوم                | ۱۸۰۳–۱۸۲۱     |
| –     | تهاجم سیام به کداح                        | ۱۸۲۱–۱۸۴۲     |
| (۲۲)  | احمد تاج‌الدین حلیم شاه دوم                | ۱۸۴۲–۱۸۴۵     |
| ۲۳    | زین الرشید (Zainal Rashid) المعظم شاه یکم | ۱۸۴۵–۱۸۵۴     |
| ۲۴    | احمد تاج‌الدین مکرم شاه                    | ۱۸۵۴–۱۸۷۹     |
| ۲۵    | زین الرشید (Zainal Rashid) معظم شاه دوم   | ۱۸۷۹–۱۸۸۱     |
| ۲۶    | عبدالحمید حلیم شاه                        | ۱۸۸۱–۱۹۴۳     |
| ۲۷    | بدلی‌شاه                                   | ۱۹۴۳–۱۹۵۸     |
| ۲۸    | عبدالحلیم معظم شاه                        | ۱۹۵۸–۲۰۱۷     |
| ۲۹    | صالح‌الدین بدلی‌شاه                         | ۲۰۱۷–اکنون    |